# تشرین
تشرین (به عربی: تشرین) یک منطقهٔ مسکونی در سوریه است که در استان حما واقع شده‌است.

## خصوصیات
تشرین ۳۹۲ نفر جمعیت دارد.